# Triglochin palustris
Troscart des marais
Espèce
Classification phylogénétique
Statut de conservation UICN

 LC  : Préoccupation mineure
Triglochin palustris, le Troscart des marais, est une plante herbacée aquatique de la famille des Juncaginaceae du genre Triglochin.

## Synonymes
- L’appellation « Troscart des marais » peut désigner également l'espèce Triglochin maritima.

- Le Troscart des marais Triglochin palustris est parfois également appelé Triglochin palustre.

## Description

### Appareil végétatif
C'est une plante vivace qui a un rhizome stolonifère grêle. La tige non ramifiée, d'environ 1 mm d'épaisseur à la base, mesure de 30 à 60 cm. Les feuilles, de 1 à 2 mm de large, débutent avec une rosette basale ; elles sont sessiles et caduques, dressées obliquement. La lame linéaire est semi-cylindrique, de 0,5-2 mm de diamètre.

### Appareil reproducteur
La floraison assez courte du troscart palustre intervient en juin et juillet. L'inflorescence longue forme des grappes lâches, chaque courte tige plus ou moins florale étant presque dressée, parallèle à la tige. Les fleurs mesurent de 2 à 3 mm. Comme les autres troscarts, le troscart des marais est pollinisé par le vent et fleurit en trois phases : d'abord les pistils mûrs, puis les étamines extérieures s'ouvrent et, au fur et à mesure que celles-ci tombent, les étamines intérieures s'ouvrent.
Les fruits mesurent 7 à 10 mm. Ils sont claviformes, atténués et substipités à la base, ascendants,.

## Habitat
Triglochin palustris habite les pelouses humides ravinées, les plages et rives des ruisseaux ; sa présence paraît favorisée par le pâturage extensif. Il vit en altitude, de 1 400 à 2 600 mètres.

## Répartition
Triglochin palustris, subcosmopolite des zones tempérées et froides, a son aire française répartie sur presque tout le territoire, mais sous forme fragmentée et s’estompant dans le Midi. Il est présent en Europe, Asie et Amérique du Nord, mais aussi au Chili.

## Utilisation
Ce peut être une plante ornementale dans les bassins, à feuillage décoratif.